# Danny’s Pan
Das Danny’s Pan war ein bedeutender Folklore-Club in Hamburg.

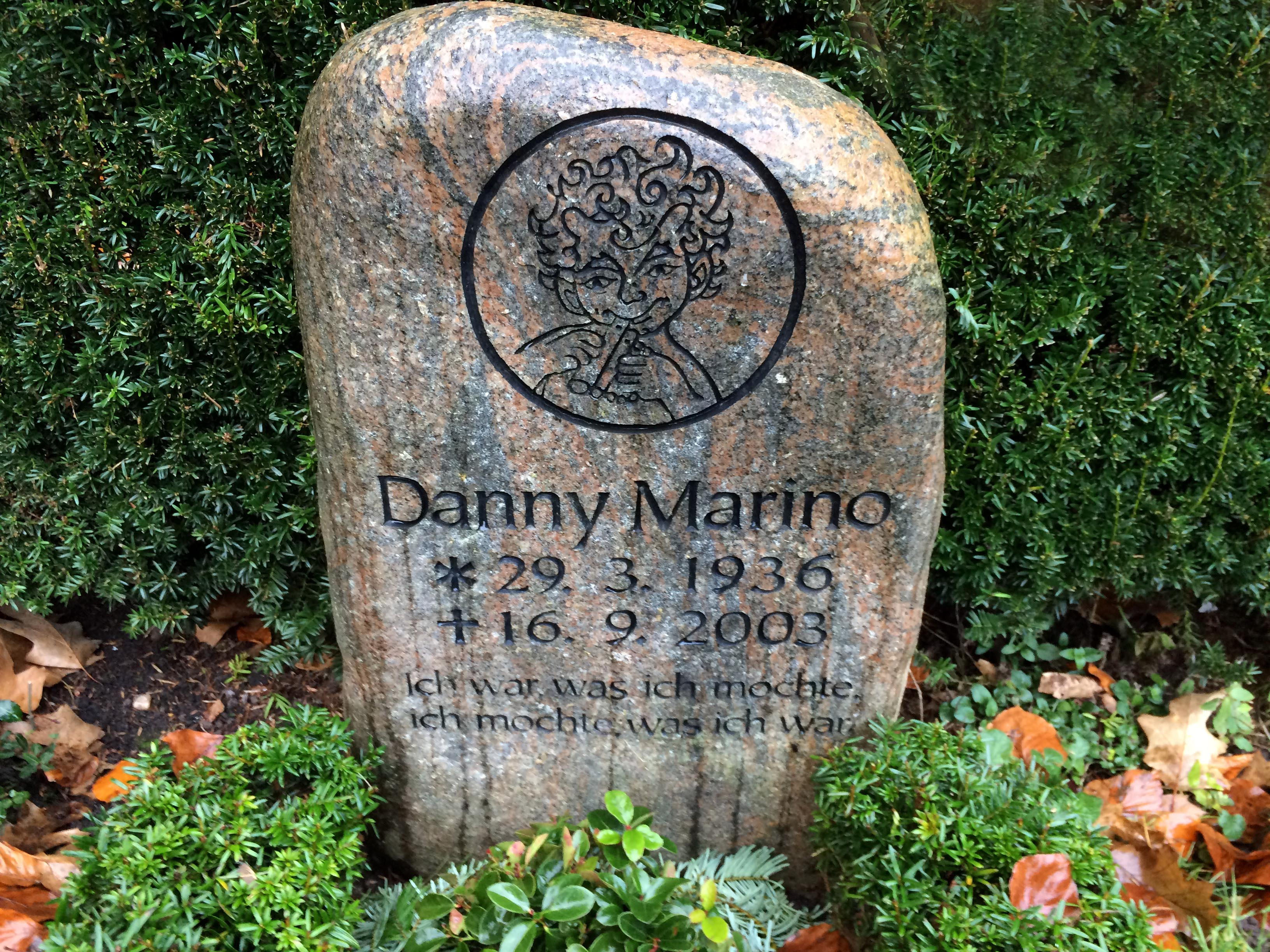
Grabstätte Danny Marino Friedhof Ohlsdorf in Hamburg. Grablage K 28, 56

Der Club wurde 1962 in Hamburg-Eimsbüttel von Danny Marino, dem „Botschafter des französischen Chansons“ in Hamburg, eröffnet. 1966 zog er in Kellerräume von Kontorhaus Leder-Schüler am Heidenkampsweg in Hamburg-Hammerbrook. Fabio Mezzasalma, der jüngste Bruder von Danny, leitete den Club und wurde dabei von seiner Freundin Colette und „Max“ Massimiliano Federici, unterstützt. Der Club wurde zum Mekka der Hamburger Folklore-Bewegung. Danny sang Lieder von Georges Brassens und Jacques Brel auf Deutsch, er war außerdem Vorbild und Lehrer für viele junge Musiker, die bei ihm auftraten. Unter ihnen waren Reinhard Mey, Alexandra, The City Preachers mit Inga Rumpf, Klaus Hoffmann, Udo Lindenberg, Hannes Wader, Inga und Wolf sowie Abi Wallenstein. Die Schlager- und Folkloresängerin Rebekka hatte in dem Hamburger Folklore-Club ihre ersten Auftritte. Auch Mike Krüger und Otto Waalkes feierten im „Danny’s Pan“ ihre ersten Erfolge. Nicht weniger erfolgreich waren in den 1960er Jahren Lee Bach, Elga, Klaus, der lustige deutsche Lieder sang, Eckart Kahlhofer („Abjestrappst“, „Das Maikäferchen“ u. a.), die Blueser Tiny & Uli, Zwem (der die Gedenksendung im NDR über das Danny's Pan im Jahre 2004 mitorganisiert hatte), Wolfgang, Grit Damian, eine Skiffle-Group sowie viele andere.
Der Hamburger Club musste 1982 schließen.
In Berlin, Düsseldorf und München wurden Filialen gegründet.
Heute befindet sich in den Räumen des ehemaligen „Danny's Pan“ der Club „Shake!“.